# St-Martin (Saint-Martin-de-Ré)

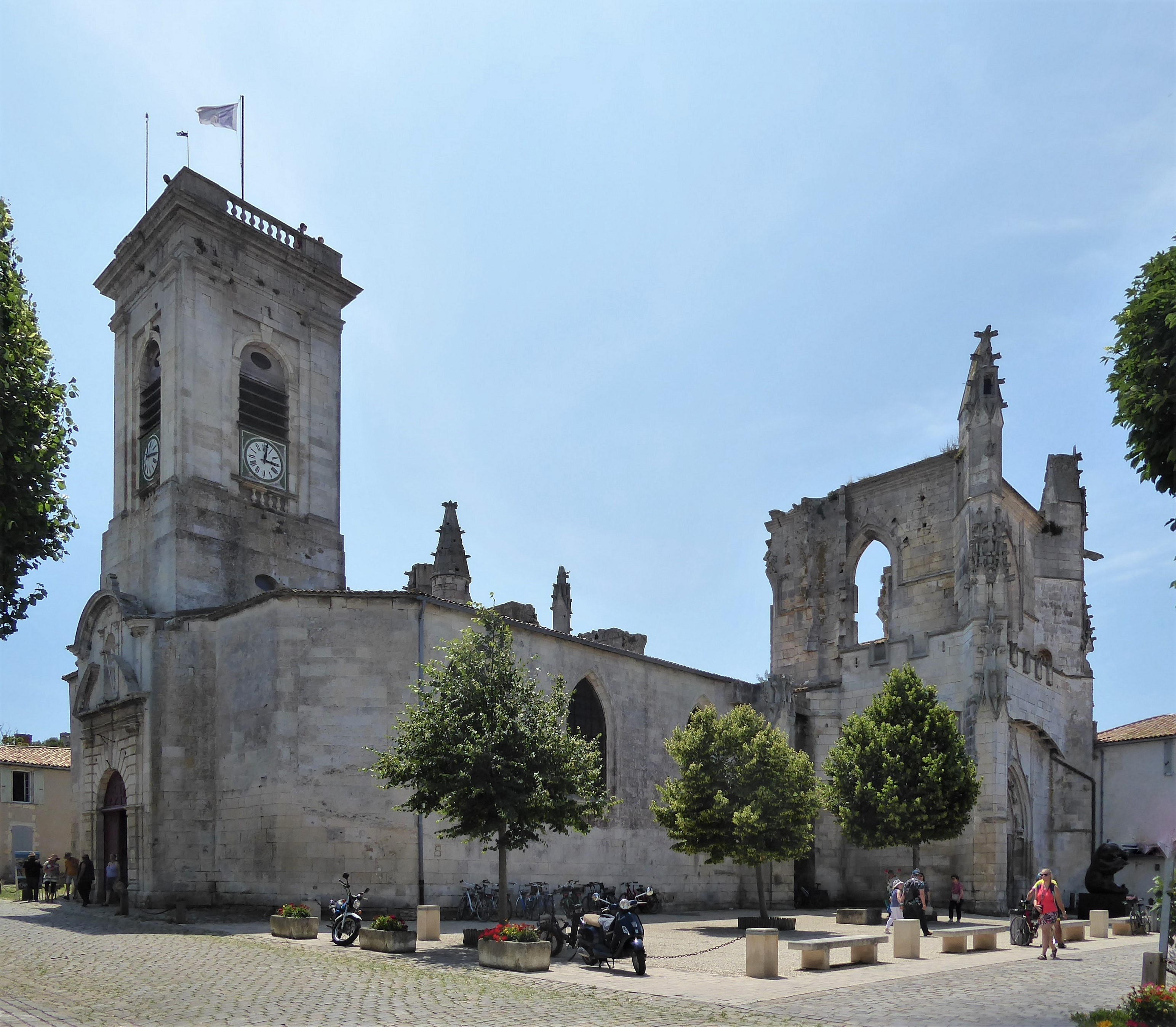
Ansicht von Nordosten

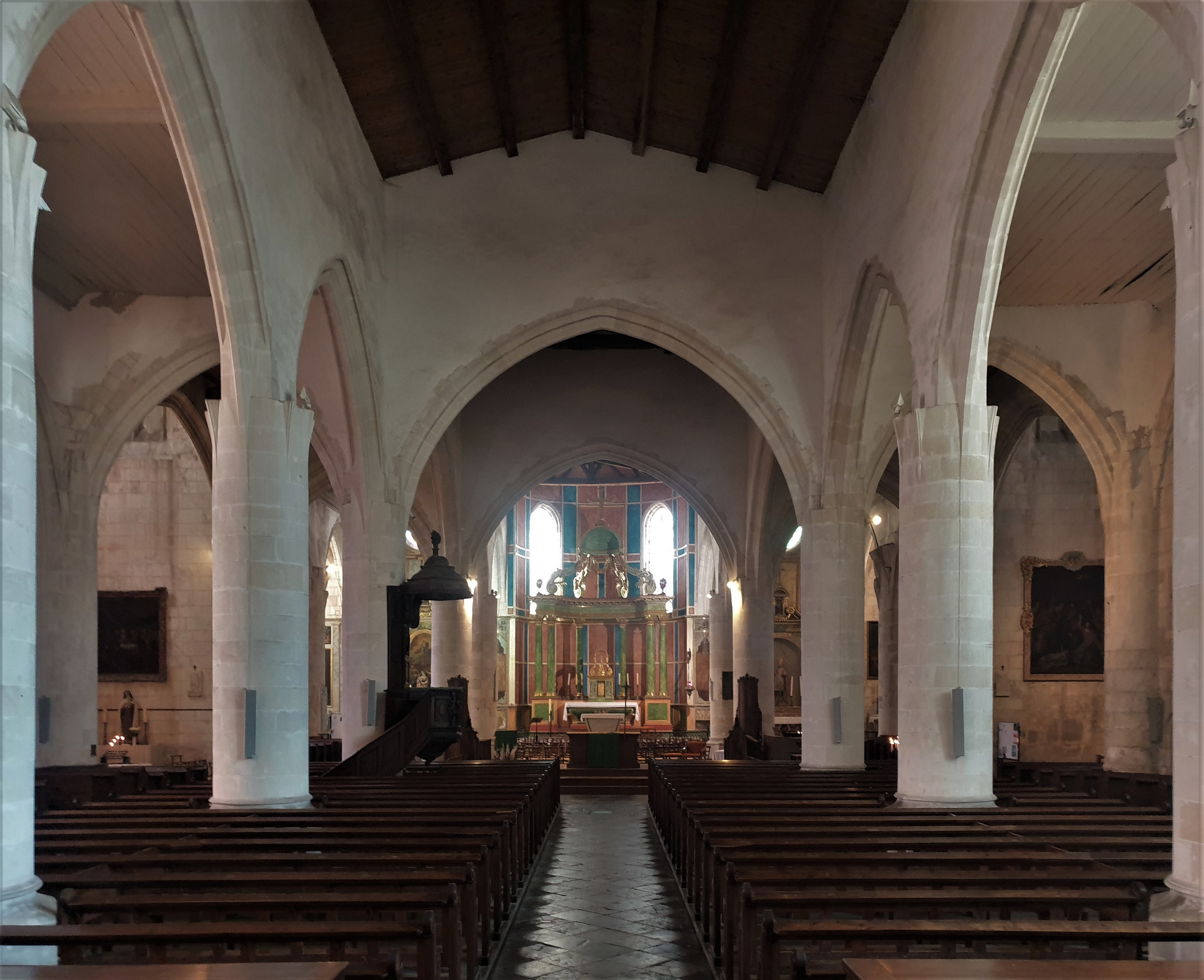
Inneres, Langhaus Richtung Chor

Die römisch-katholische Pfarrkirche St-Martin befindet sich in Saint-Martin-de-Ré auf der Île de Ré im Département Charente-Maritime in Frankreich. Seit dem Jahr 1903 ist die Kirche als Monument historique klassifiziert. Nach schweren Zerstörungen in den Religionskriegen wurde das Gotteshaus nur teilweise wiederhergestellt.

## Geschichte
Die heutige Kirche St-Martin geht vermutlich auf einen romanischen Vorgängerbau aus dem 11. Jahrhundert zurück. Dieses Gotteshaus wurde im 14. und 15. Jahrhundert durch eine Kirche im Stil der Flamboyantgotik ersetzt, von der heute im Wesentlichen die Ruinen des Querschiffs erhalten sind. Im Zuge des Hundertjährigen Krieges und der Einfälle durch englische Truppen wurde die Kirche kaum beschädigt. Erst während der Religionskriege wurde der Bau verwüstet. Die Hugenotten eroberten die Insel 1586 und zerstörten das Gebäude bis auf bereits befestigte Teile. 1627 wurden mit den Hugenotten verbündete englische Truppen während der Belagerung von La Rochelle aus Ré vertrieben. Die Kirche wurde nach der Eroberung von La Rochelle 1628 wieder aufgebaut, erlitt jedoch 1696 durch ein Bombardement der englisch-niederländischen Flotte Beschädigungen. Schließlich wurde die Kirche Ende des 18. Jahrhunderts teilweise wieder aufgebaut. Im März 1964 zerstörte ein Brand den Hochaltar und die Decken vollständig. Bei den Wiederherstellungsarbeiten wurde der Bauzustand vom Ende des 18. Jahrhunderts rekonstruiert.